# Hunter’s Moon
Hunter’s Moon (englisch Mond des Jägers) ist ein Lied der schwedischen Heavy-Metal-Band Ghost. Es erschien am 30. September 2021 auf dem Soundtrack des Films Halloween Kills.

## Entstehung
Das Lied ist ein Metal-Song, der vom Sänger Tobias Forge und Max Grahn geschrieben wurde. Der Text ist in englischer Sprache verfasst. Hunter’s Moon ist 3:17 Minuten lang, wurde in der Tonart As-Dur geschrieben und weist ein Tempo von 129 BPM auf. Fredrik Åkesson von der Band Opeth spielte die Gitarre ein, während Martin Hederos von The Soundtrack of Our Lives am Klavier zu hören ist. Von dem Lied wurden zwei Versionen aufgenommen. Die als Single veröffentlichte Version wurde von Klas Åhlund, die im Abspann des Films verwendete Version von Tom Dalgety produziert. Gemischt wurde das Lied von Andy Wallace, während Ted Jensen das Mastering übernahm.
Am 16. November 2018 besuchte der Filmproduzent Ryan Turek ein Konzert von Ghost im Forum in Los Angeles und unterhielt sich nach dem Auftritt lange mit Ghost-Sänger Tobias Forge und fragte ihn, ob er nicht Lust hätte, ein Lied für den Film Halloween Kills zu schreiben. Forge sagte zu und meinte, dass er einige Lieder, die zu dem Film passen würden, hätte. Für Hunter’s Moon stand zunächst nur der Titel. Dazu schrieb Forge nach eigener Aussage einen „nostalgischen und semiromantischen Text“, der „Hand in Hand“ mit dem Thema Halloween gehen würde. Forge besuchte auch die Dreharbeiten des Films in North Carolina und lernte dort den Regisseur David Gordon Green kennen.
Die Single wurde am 30. September 2021 veröffentlicht. Bei dem Musikvideo führte Amanda Demme Regie. Für den 21. Januar 2022 wurde die Veröffentlichung einer 7-Zoll-Single angekündigt. Als B-Seite ist die Titelmusik des Films zu hören, die von John Carpenter, Cody Carpenter und Daniel Davies geschrieben und eingespielt wurde.

### Rezensionen
Jan Schwarzkamp vom deutschen Magazin Visions beschrieb das Lied als „klassisches Ghost-Material, teils geradezu Abbaesk poppig, stampfend und kristallklar produziert“. Sein Kollege Ulm Imwiehe schrieb später in seiner Rezension des Albums, dass das Lied wegen des „herrlich klebrigen Pre-Chorus und den himmelstrebenden Synthie-Hooks in Kombination mit einigen verdammt muskulösen Riffs schon als Blaupause des typischen Ghost-Songs gelte[n]“. Laut Imwiehe würde das Album der „einzigartigen Band endgültig den Superstar-Status bescheren“. Es wäre allerdings „ratsam, wenn dem Album eine Überraschung nachfolgen würde“. Ansonsten würde man „eine liebgewonnene Formel auserzählen“. Paul Brown vom australischen Onlinemagazin Wall of Sound als „typischen Ghost-Song“, der „theatralischen Rock mit der einzigartigen Stimme von Tobias Forge verbindet“, so dass man die Band „innerhalb weniger Sekunden wiedererkennt“.

## Chartplatzierungen
| ChartsChartplatzierungen            | Höchstplatzierung | Wochen |
| ----------------------------------- | ----------------- | ------ |
| Schweden (GLF)                      | 82 (1 Wo.)        | 1      |
| Vereinigte Staaten (Billboard Rock) | 36 (1 Wo.)        | 1      |

Darüber hinaus erreichte das Lied noch Platz eins der Billboard Mainstream Rock Songs. Es war der vierte Nummer-eins-Hit der Band.